# 1703 w muzyce
Wydarzenia muzyczne w 1703 roku.

## Wydarzenia
- Antonio Vivaldi zaczyna komponować dla Ospedale della Pietà w Wenecji
- Alessandro Scarlatti zostaje Maestro di Cappella w Santa Maria Maggiore (Rzym)
- Georg Friedrich Händel kończy studia prawnicze Halle by poświęcić się nauce sztuki komponowania w Hamburgu
- Jakob Greber debiutuje w Londynie jako kompozytor sztuk teatralnych

## Dzieła
- Gaspard Corrette – Organ mass
- François Couperin Le Grand – Versets (muzyka kościelna)
- William Corbett – As You Find It (teatr muzyczny)
- anonim – Bloomsbury Market – country dance

## Dzieła operowe
- Antonio Caldara – Farnace
- Francesco Gasparini – Amor della patria
- Antonio Quintavalle – Il trionfo d'amore
- Domenico Scarlatti – Il Giustino

## Urodzili się
- 21 marca – Georg Andreas Sorge, niemiecki teoretyk muzyki, organista i kompozytor (zm. 1778)
- 21 czerwca – Hilary Saag, polski kompozytor, śpiewak, pedagog, pijar (zm. 1754)
- 28 października – Johann Gottlieb Graun, niemiecki kompozytor późnego baroku i wczesnego klasycyzmu (zm. 1771)

Data dzienna nieznana
- John Frederick Lampe, niemiecki kompozytor i fagocista (zm. 1751)

## Zmarli
- 31 marca – Johann Christoph Bach I, niemiecki kompozytor, organista i klawesynista (ur. 1642)
- 30 listopada – Nicolas de Grigny, francuski kompozytor i organista (ur. 1672)